# Tourelle de la Plate
Die Tourelle de la Plate (auch la Petite Vieille, ‚die kleine Alte‘ genannt) ist ein 1896 fertiggestelltes Seezeichen neben dem Phare de la Vieille im Département Finistère in der Bretagne. "Tourelle" (kleiner Turm / Türmchen) ist in der französischen Seemannssprache die übliche Bezeichnung für Seezeichen in Form kleiner, nichtschwimmender Türme, also einer Sonderform der Baken.
Am 5. Juni 1886 wurde beschlossen, neben dem Leuchtturm La Vieille ein weiteres Seezeichen zu bauen. Wenige Monate nach Fertigstellung des Baus wurde die Tourelle am 4. Dezember 1896 von einem Sturm so stark beschädigt, dass sich die Reparaturarbeiten bis 1910 hinzogen. Am 31. August 1911 wurde ein fest leuchtendes, grünes Öldampflicht installiert.

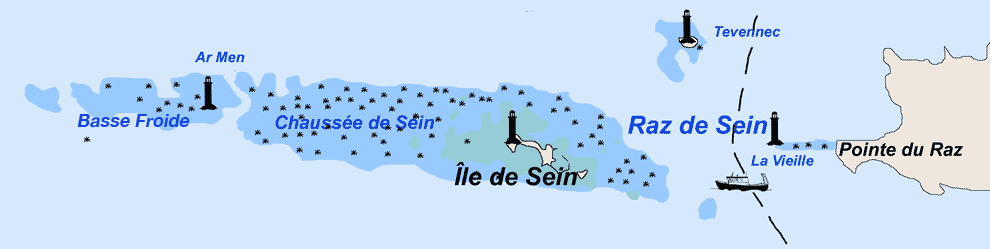
Raz de Sein

## Heutige Rolle
Die Tourelle de la Plate nimmt heute die Funktion des Kardinal West (gelb-schwarz-gelb; darauf stehen zwei schwarze Kegel mit der Spitze zueinander, Gruppen von 9 Blitzen) ein, der auf eine Gefahrenstelle östlich des Seezeichens aufmerksam macht.